# Ron Nyswaner
Ron Nyswaner (ur. 5 października 1956 w Clarksville) – amerykański scenarzysta, reżyser i producent filmowy.
Jako osoba otwarcie przyznająca się do orientacji homoseksualnej, zasłynął scenariuszami poruszającymi tematykę LGBT, homofobii oraz AIDS, które zmieniły postrzeganie tej problematyki w Hollywood. Autor scenariuszy do takich filmów, jak m.in. Szybka zmiana (1984), Pani Soffel (1984), Książę Pensylwanii (1988), Miłość potrafi ranić (1990), Dziewczyna żołnierza (2003), Malowany welon (2006), Tytuł do praw (2015) czy Mój policjant (2022).
Największy sukces przyniósł mu scenariusz do Filadelfii (1993) w reżyserii Jonathana Demmego. Otrzymał za niego nominacje do Oscara, Nagrody BAFTA i Złotego Globu. Nyswaner współtworzył także wybrane odcinki seriali Ray Donovan i Homeland (nominacja do nagrody Emmy).